# George Taliaferro Ward

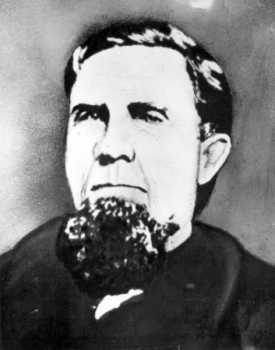
George Taliaferro Ward

George Taliaferro Ward (* um 1810 in Fayette County, Kentucky; † 5. Mai 1862 bei Williamsburg, Virginia) war ein amerikanischer Politiker (United States Whig Party) und Offizier in der Konföderiertenarmee.
Ward war von 1833 bis 1834 Mitglied des Territorial Councils von Florida. Er vertrat Florida zwischen 1838 und 1839 bei dessen Verfassungskonvent in Leon County. Danach kandidierte er 1841 erfolglos um einen Sitz im US-Kongress und 1848 um einen Sitz im US-Senat. 1852 war er ein erfolgloser Kandidat um das Amt des Gouverneurs von Florida. Ferner vertrat er 1861 Florida zuerst bei dessen Sezessionskonvent und dann im Provisorischen Konföderiertenkongress. Im selben Jahr bewarb er sich ebenfalls um das Amt des Senators der Konföderierten Staaten. Er war während des Amerikanischen Bürgerkriegs in der Konföderiertenarmee tätig, wo er den Dienstgrad eines Colonels in der 2. Florida Infanterie bekleidete. Ward fand am 5. Mai 1862 den Tod, als er sein Regiment in die Schlacht von Williamsburg führte. Anschließend wurde er auf dem Episcopal Cemetery in Williamsburg beigesetzt.